# Dasychira burgessi
Dasychira burgessi är en fjärilsart som beskrevs av Collenette 1956. Dasychira burgessi ingår i släktet Dasychira och familjen tofsspinnare. Inga underarter finns listade i Catalogue of Life.